# Josep Masdevall
Josep Masdevall, nascut a Figueres, fou un doctor en medicina de la Universitat de Cervera, metge del Rei, inspector d'epidèmies del Principat de Catalunya, President de l'Acadèmia de Medicina de Cartagena, soci del Reial Col·legi de Metges i Cirurgians de Saragossa, i de les reials societats de París, i de Sevilla. Escrigué la «Relacion de las calenturas antipútridas, y malignas, que en estos últimos años se han padecido en el principado de Cataluña...» (impremta real 1786), sobre una epidèmia produïda el 1783 a la ciutat de Lleida, Pla d'Urgell, pel pas de les tropes franceses que tornaven de la campanya contra Portugal. En aquest obra explica les seves causes, símptomes, pronòstic, com també un mètode de teràpia d'aquestes, basada en un beuratge que ell dissenyà - feta amb tàrtar emètic, sals d'amoni, donzell i quina. Sembla que tingué força ressò perquè es fa esment d'una ressenya en diversos periòdics com la Gazeta de Méjico d'11 de març de 1787. Al final d'aquesta obra afegeix un dictamen sobre si les fàbriques de cotó i llana són pernicioses a la salut pública, concloent que no ho eren. La Relación fou traduïda a l'italià per un ex-jesuïta. Pocs temps més tard, a partir de gener del 1784 es declarà una epidèmia de febres a l'Aragó que s'instal·là i proliferà a Barbastre i que Masdevall fou cridat per a procedir amb la lluita contra aquesta amb bons resultats.